# Alba Riquelme
Alba Lucía Riquelme Valenzuela (sinh ngày 5 tháng 2 năm 1991) là một người mẫu người Paraguay và người đẹp tại cuộc thi sắc đẹp được trao vương miện Hoa hậu Hoàn vũ Paraguay 2011 và đại diện cho đất nước của cô tham gia cuộc thi Hoa hậu Hoàn vũ 2011. Cô không có liên hệ với người mẫu Paraguay, Larissa Riquelme.

## Đầu đời
Alba sinh ngày 5 tháng 2 năm 1991 tại thủ đô Paraguay. Cha mẹ cô là César Riquelme và Mabel Valenzuela. Cô có bốn anh chị em. Năm 2009, cô học xong trung học tại trường Trinity ở Luque, Greater Asunción, sau đó tiếp tục học tại Universidad Americana với ngành học chính là Quan hệ công chúng.

## Người mẫu - nữ hoàng sắc đẹp
Sự nghiệp người mẫu của cô bắt đầu ở tuổi 14 khi cô chiến thắng cuộc thi Người mẫu ưa nhìn Nhất Paraguay 2005 và đến Trung Quốc để đại diện cho Paraguay. Cô được chọn vào chung kết cuộc thi Hoa hậu Nhiệt đới Hawaiian 2009 tại Punta del Este, Uruguay. Cũng trong năm 2009, cô tham gia Tuần lễ thời trang Yanbal ở Ecuador, đây là lần thứ hai mà CN Models International Search 2009 được tổ chức và Alba đã giành chiến thắng. Vào tháng 5 năm 2010, cô đại diện cho Paraguay tại Hoa hậu Làm đẹp thế giới năm 2010 được tổ chức tại Cộng hòa Nhân dân Trung Hoa, cô là một trong 10 thí sinh lọt vào vòng chung kết.
Năm 2011, cô tham gia cuộc thi Reinas Paraguayas del Bicentenario 2011, được tổ chức tại Asuncion vào ngày 23 tháng 6 năm 2011. Vào cuối đêm thi, Riquelme được trao vương miện Hoa hậu Hoàn vũ Paraguay. Chức danh này cho cô quyền đại diện cho Paraguay tham gia cuộc thi Hoa hậu Hoàn vũ được tổ chức tại São Paulo, Brazil.
Cô cũng tham gia Reina Hispanoamericana 2011, cuộc thi mà cô được xếp hạng nhì và giành giải thưởng phụ Mái tóc xuất sắc nhất.